# Valladolid Airport
Valladolid Airport är en flygplats i Spanien.   Den ligger i provinsen Provincia de Valladolid och regionen Kastilien och Leon, i den centrala delen av landet, 170 km nordväst om huvudstaden Madrid. Valladolid Airport ligger 846 meter över havet.
Terrängen runt Valladolid Airport är platt. Runt Valladolid Airport är det glesbefolkat, med 13 invånare per kvadratkilometer. Närmaste större samhälle är Valladolid, 12,0 km sydost om Valladolid Airport. Trakten runt Valladolid Airport består till största delen av jordbruksmark.